# Blitz ao Vivo
Blitz ao Vivo é o primeiro álbum ao vivo da banda carioca Blitz, lançado em 1994., gravado ao vivo no Imperator - Centro Cultural João Nogueira, Rio de Janeiro, Outubro de 1994.

## Faixas
1. Blitz Cabeluda
2. Vai, Vai, Love
3. Weekend
4. Ridícula
5. Quem Tem Põe
6. Betty Frígida
7. Egotrip
8. A Verdadeira História de Adão e Eva
9. Zaratustra e Eu
10. A Última Ficha
11. Mais Uma de Amor (Geme Geme)
12. Dali de Salvador
13. O Romance da Universitária Otária
14. Biquíni de Bolinha Amarelinha Tão Pequenininho
15. Volta ao Mundo
16. Você Não Soube me Amar
17. A Dois Passos do Paraíso
18. Vítima do Amor
19. Oba / Voltei (faixa bônus de CD)